# شهرستان گوانگده
شهرستان گوانگده (به لاتین: Guangde County) یک منطقهٔ مسکونی در چین است که در شوانچنگ واقع شده‌است.